# 1510 Charlois
1510 Charlois eller 1939 DC är en asteroid i huvudbältet, som upptäcktes den 22 februari 1939 av den franske astronomen André Patry vid Niceobservatoriet. Den har fått sitt namn efter den franske astronomen Auguste Charlois.
Asteroiden har en diameter på ungefär 24 kilometer.